# Vättern, Värmdö kommun
Vättern är en sjö på Skarp-Runmarö i Värmdö kommun i Uppland som ingår i Norrström-Tyresåns kustområde. Sjön är 2,4 meter djup, har en yta på 0,005 kvadratkilometer och befinner sig 5 meter över havet.
Ett par hundra meter sydväst om Vättern ligger Vänern.